# Camptoptera okadomei
Camptoptera okadomei is een vliesvleugelig insect uit de familie Mymaridae. De wetenschappelijke naam is voor het eerst geldig gepubliceerd in 1972 door Taguchi.